# Vale do Paraíso (Azambuja)

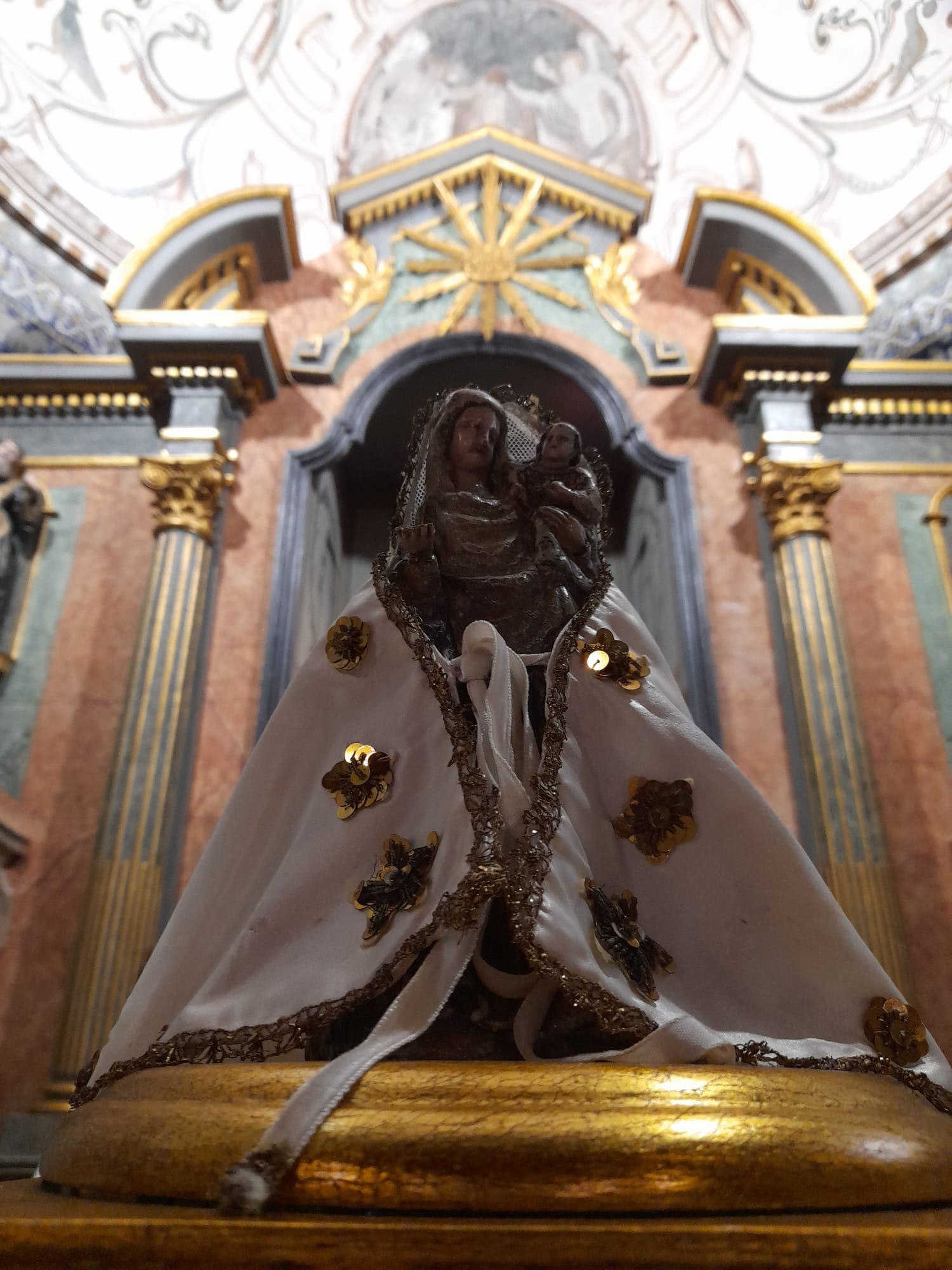
Imagem de Nossa Senhora do Paraíso

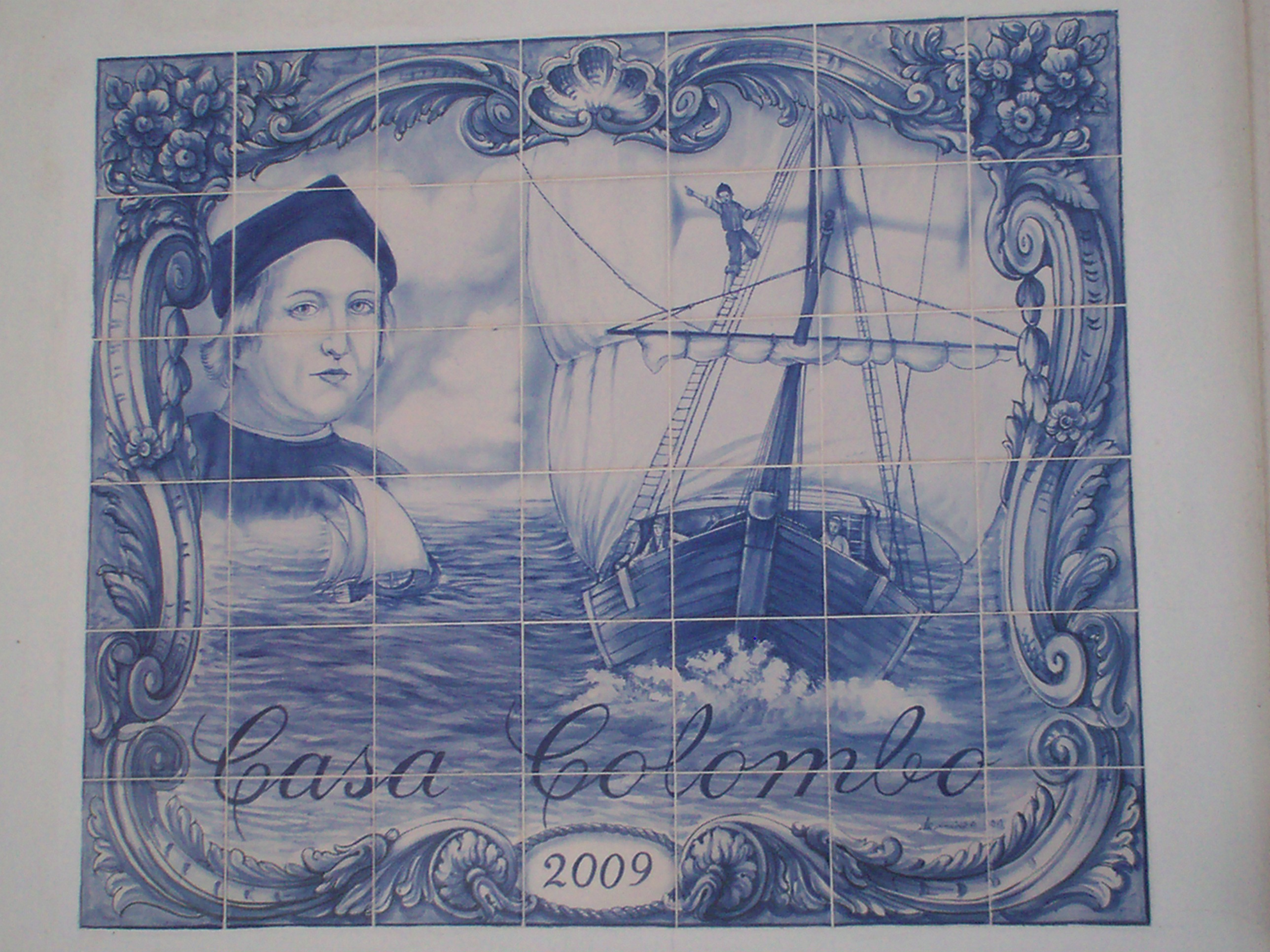
Painel de azulejos da "Casa Colombo", em Vale do Paraíso

Vale do Paraíso é uma povoação portuguesa sede da Freguesia de Vale do Paraíso do Município da Azambuja, freguesia com 6,73 km² de área e 955 habitantes (censo de 2021), tendo, por isso, uma densidade populacional de 141,9 hab./km².
A Freguesia de Vale do Paraíso tem como momento histórico mais importante o encontro de D. João II e Cristóvão Colombo, ocorrido nos dias 9, 10 e 11 de março de 1493, quando o navegador chega da sua primeira viagem ao continente americano.
Atualmente, existe um Centro de Interpretação em Vale do Paraíso que conta como ocorreu este encontro e todo o seu contexto . 
A freguesia foi criada em 1916, por desanexação da Freguesia de Aveiras de Cima.

## Demografia
A população registada nos censos foi:
| Distribuição da População por Grupos Etários | Distribuição da População por Grupos Etários | Distribuição da População por Grupos Etários | Distribuição da População por Grupos Etários | Distribuição da População por Grupos Etários |
| -------------------------------------------- | -------------------------------------------- | -------------------------------------------- | -------------------------------------------- | -------------------------------------------- |
| Ano                                          | 0-14 Anos                                    | 15-24 Anos                                   | 25-64 Anos                                   | > 65 Anos                                    |
| 2001                                         | 126                                          | 137                                          | 539                                          | 238                                          |
| 2011                                         | 94                                           | 75                                           | 460                                          | 251                                          |
| 2021                                         | 116                                          | 76                                           | 467                                          | 296                                          |

## Lenda de Nª Senhora do Paraíso
Entre os anos de 1480 e 1500, foi encontrada, por um pastor que ali guardava o seu rebanho, uma pequena imagem de Nossa Senhora, no tronco de um sobreiro. O pastor cheio de alegria, mas também com algum receio, visto que a imagem estava cercada de luz, o pastor não conseguiu pegar-lhe, então apressou-se para ir contar o sucedido ao Pároco de Aveiras. Dada a notícia ao Pároco, o mesmo convocou a população de Aveiras para que, em conjunto com ele, em procissão, fossem buscar a Imagem que se revelara ao pastor. Assim com muita Fé e Devoção partiram de Aveiras até ao dito local onde se encontrava a tal Imagem, chegando ao local o pároco, com toda a delicadeza, retirou a Imagem e levou-a para a Igreja de Nossa Senhora da Purificação em Aveiras de Cima, onde foi colocada no altar-mor.
No dia seguinte o povo dirigiu-se para a igreja para venerar a Imagem, mas ao chegarem verificaram que a Santa Imagem já não se encontrava no local. Indo a procura da Imagem sagrada, descobriram-na no sobreiro onde tinha sido encontrada. Levaram-na de volta para a igreja pela segunda vez mas o sucedido voltou-se a repetir apela terceira vez, logo perceberam que era ali que a Sagrada Imagem queria estar, por tal acontecimento o povo mandou-lhe ali edificar um pequena ermida. Por todo o lado a Imagem da Virgem ia ganhando fama de milagrosa.
D. Ana de Lencastre, refugiando-se da peste que assolava Lisboa, dirigiu-se para comenda em Aveiras, pelas notícias que já tinha ouvido da Milagrosa Imagem de Senhora do Paraíso e com fé de que só na sua companhia poderia escapar ao contágio da peste, ai ficou e acabou por escapar á peste e então decidiu, por isso, aumentar a ermida. Com o decorrer dos anos a devoção a Nossa Senhora do Paraíso era cada vez maior, espalhando-se a fama de seus milagres. A 24 de fevereiro de 1562 foi fundada a Confraria de Nossa Senhora do Paraíso que tinha estatutos próprios e cumpria com os princípios das irmandades do Reino, e que ainda hoje acontecem. A Imagem, que sustenta o Menino Jesus nos braços, era muito pequenina, não passava de um palmo de altura e há que lhe atribuíram o nome de Nossa Senhora do Ó, cuja devoção se realiza a 18 de Dezembro. Ainda hoje a tradição de prestar devoção á Imagem continua até aos dias de hoje…
A freguesia foi criada pela Lei nº 522, de 03/05/1916, com lugares desanexados da Freguesia de Aveiras de Cima.

## Igreja de Nossa Senhora do Paraíso
A igreja de Nossa Senhora do Paraíso deve a sua origem ao aparecimento de uma imagem da Virgem Maria, no tronco de um sobreiro, por um pastor. A igreja foi concluída em 1555 pela Comendadeira do Mosteiro de Santos da Ordem de Santiago da Espada, donatárias da Vila de Aveiras de Cima a que também pertencia Vale do Paraíso, em 1562 a Igreja passou a ser gerida pela Confraria de Nossa Senhora do Paraíso, que tinha estatutos próprios e cumpria com os princípios das irmandades do Reino, e que ainda hoje acontece.
Ao longo dos anos a igreja de Nossa Senhora do Paraíso tem evoluindo e apresenta vários estilos arquitetónicos, entre eles o neoclássico, a igreja possui uma grande quantidade de azulejos do século XVII, sendo toda a igreja revestida desses azulejos, em 1671 a abóbada foi pintada com a temática de "O Paraíso".
Em 1755, com o Terramoto de Lisboa, Vale do Paraíso foi afetado e a igreja sofreu vários danos, alguns ainda visíveis. Com a recuperação do portal principal da igreja em 2015 descobriu-se que provavelmente o Terramoto de Lisboa causou mais danos na igreja do que se previa, pois o portal estava muito danificado, pois na altura do terremoto os danos foram tapados com argamassas e um agrafo metálico, que até ao restauro não eram visíveis.
No ano de 1957 foi acrescentada à igreja uma torre sineira, neste mesmo ano Vale do Paraíso recebeu a imagem de Nossa Senhora de Fátima Peregrina, hoje em dia a Igreja de Nossa Senhora do Paraíso esta preservada graças à Confraria de Nossa Senhora do Paraíso, que a tem gerido por mais de 450 anos.

## Política
A freguesia do Vale do Paraíso é administrada por uma junta de freguesia, presidida por Sérgio Paulo de Sousa Alexandre, eleito nas eleições autárquicas de 2021 pelo Partido Socialista. Existe uma assembleia de freguesia que é o órgão deliberativo, constituída por 7 membros.
O partido mais representado na assembleia de freguesia é o Partido Socialista com 4 membros (maioria absoluta), seguido do Partido Social Democrata  com 3. Esta assembleia elegeu os 2 vogais da junta de freguesia, ambos do Partido Socialista. O presidente da assembleia de freguesia é João Lourenço Narciso Marques do Partido Socialista.
| Órgão                   | PS | PSD |
| Assembleia de Freguesia | 4  | 3   |
| Junta de Freguesia      | 3  | 0   |